# 下野大澤站
下野大澤站（日语：／ Shimotsuke-ōsawa eki */?）是東日本旅客鐵道（JR東日本）日光線的鐵路車站，位於日本栃木縣日光市土澤。

## 車站構造
對向式月台2面2線的地面車站，設有簡易Suica剪票機。

### 月台配置
| 月台 | 路線    | 方向 | 目的地           | 備註              |
| ---- | ------- | ---- | ---------------- | ----------------- |
| 1    | ■日光線 | 上行 | 鹿沼、宇都宮方向 | 部分於2號月台開出 |
| 2    | ■日光線 | 下行 | 今市、日光方向   |                   |

（來源：JR東日本:車站構內圖（页面存档备份，存于））

## 使用情況
根據JR東日本，2019年（令和元年）度1日平均上車人次為782人。
近年的推移如下表。
| 上車人次推移       | 上車人次推移     | 上車人次推移    |
| 年度               | 1日平均 上車人次 | 來源            |
| ------------------ | ---------------- | --------------- |
| 2000年（平成12年） | 999              | [ 利用客数 2 ]  |
| 2001年（平成13年） | 988              | [ 利用客数 3 ]  |
| 2002年（平成14年） | 933              | [ 利用客数 4 ]  |
| 2003年（平成15年） | 960              | [ 利用客数 5 ]  |
| 2004年（平成16年） | 943              | [ 利用客数 6 ]  |
| 2005年（平成17年） | 913              | [ 利用客数 7 ]  |
| 2006年（平成18年） | 912              | [ 利用客数 8 ]  |
| 2007年（平成19年） | 908              | [ 利用客数 9 ]  |
| 2008年（平成20年） | 851              | [ 利用客数 10 ] |
| 2009年（平成21年） | 826              | [ 利用客数 11 ] |
| 2010年（平成22年） | 805              | [ 利用客数 12 ] |
| 2011年（平成23年） | 770              | [ 利用客数 13 ] |
| 2012年（平成24年） | 763              | [ 利用客数 14 ] |
| 2013年（平成25年） | 773              | [ 利用客数 15 ] |
| 2014年（平成26年） | 731              | [ 利用客数 16 ] |
| 2015年（平成27年） | 751              | [ 利用客数 17 ] |
| 2016年（平成28年） | 745              | [ 利用客数 18 ] |
| 2017年（平成29年） | 782              | [ 利用客数 19 ] |
| 2018年（平成30年） | 791              | [ 利用客数 20 ] |
| 2019年（令和元年） | 782              | [ 利用客数 21 ] |

## 車站周邊
- 日光市役所南原出張所
- 下野大澤站前郵便局
- 足利銀行大澤出張所
- 日光市立南原小學校

## 歷史
- 1929年（昭和4年）11月1日 - 下野大澤（しもずけおおさわ）站開業。
- 1971年（昭和46年）10月1日 - 無人化。
- 1987年（昭和62年）4月1日 - 國鐵分割民營化成為東日本旅客鐵道車站。
- 1990年（平成2年）12月1日 - 改名下野大澤（しもづけおおさわ）站。
- 1995年（平成7年） - 有人化。
- 2008年（平成20年）3月14日 - 賣票窗口停止營業。
- 2008年（平成20年）3月15日 - Suica開始使用。

## 相鄰車站
東日本旅客鐵道
■日光線
文挾－下野大澤－今市

## 外部連結
- 車站資訊（下野大澤）：東日本旅客鐵道